# 오제키촌 (후쿠오카현)
오제키촌(大堰村)은 후쿠오카현 미이군에 설치되었던 촌이다. 1955년 3월 31일 오제키촌 및 다치아라이촌, 혼고촌 등 3개 촌이 대등 합병해 다치아라이정이 신설되고 폐지되었다.